# Tossicocinetica
La tossicocinetica (spesso abbreviata come 'TK') è la descrizione della quantità di una sostanza chimica che entra nel corpo e di cosa succede ad essa una volta che è nel corpo. 
La tossicocinetica è un'applicazione della farmacocinetica per determinare la relazione tra l'esposizione sistemica di un composto in animali da esperimento e la sua tossicità. Viene usata principalmente per stabilire delle relazioni tra le esposizioni in esperimenti tossicologici in animali e le corrispondenti esposizioni negli esseri umani. Tuttavia, può anche essere utilizzata nelle valutazioni del rischio ambientale al fine di determinare i potenziali effetti del rilascio di sostanze chimiche nell'ambiente. 
Al fine di quantificare gli effetti tossici la tossicocinetica può essere combinata con la tossicodinamica. Tali modelli tossicocinetici-tossicodinamici (TKTD) sono utilizzati in Ecotossicologia.
Similmente, i modelli fisiologici tossicocinetici sono modelli farmacocinetici fisiologici sviluppati per descrivere e prevedere il comportamento di un tossico in un corpo animale; per esempio, in quali parti (compartimenti) del corpo una sostanza chimica tende ad entrare (per esempio  grasso, fegato, milza, ecc.) e se per la sostanza chimica è prevista la  metabolizzazione o escrezione e a che velocità.
Esistono quattro processi potenziali per una sostanza chimica che interagisce con un animale: l'assorbimento, la distribuzione, la biotrasformazione ed l'escrezione. L'assorbimento descrive l'ingresso della sostanza chimica nel corpo e può avvenire attraverso l'aria, l'acqua, il cibo o dal terreno.  Una volta che una sostanza chimica si trova all'interno di un corpo, può essere distribuita in altre aree del corpo attraverso la diffusione o altri processi biologici. A questo punto, la sostanza chimica può essere biotrasformata attraverso il metabolismo in altri prodotti chimici (metaboliti), che possono essere più o meno tossici del composto d'origine, a seconda del tipo di trasformazione metabolica che subiscono da parte degli enzimi endogeni. Dopo che si verifica questa potenziale biotrasformazione, i metaboliti possono lasciare il corpo, essere trasformati in altri composti o continuano ad essere immagazzinati in compartimenti del corpo come i tessuti adiposi.